# 도바시 신지로
도바시 신지로(土橋真二郎)는 일본의 라이트 노벨 작가이다. 제13회 전격 게임 소설 대상 금상 수상작 《문의 바깥》으로 데뷔하였다.

## 작품 목록
- 문의 바깥
- 차라투스트라로 가는 계단
- 라푼젤의 날개
- 살육게임의 관
- 제물의 딜레마
- 아트리움의 연인
- 낙원섬 탈출